# 威利福德 (佛羅里達州)
威利福德（英語：Williford）是位於美國佛羅里達州吉爾克里斯特縣的一個非建制地區。該地的面積和人口皆未知。

## 地理
威利福德的座標為29°47′10″N 82°47′31″W / 29.78611°N 82.79194°W，而該地的平均海拔高度為22米（即72英尺）。